# Цесвайне
Цесвайне (произношение) (на латвийски: Cesvaine) е град в източна Латвия, намиращ се в историческата област Видземе и в административен район Мадона. Градът се намира на 180 km от столицата Рига. През 1991 г. Цесвайне получава статут на град. Населението му е 1382 жители (по приблизителна оценка от януари 2018 г.).